# Похититель детей (фильм, 1992)
Это статья о фильме 1992 года. Об одноимённом фильме 1991 года см. «Похититель детей».
«Похититель детей» (итал. Il Ladro di bambini) — итальянский художественный фильм.

## Сюжет
Карабинер Антонио получает приказ доставить двух детей (Розетту и её брата Лучано) из Милана в приют на Сицилии. Их мать была арестована за то, что принуждала 11-летнюю Розетту заниматься проституцией. Вначале отношения Антонио и детей довольно натянуты, но постепенно они становятся друзьями.

## Награды
- 1992 — Гран-при Каннского кинофестиваля[3]